# Kościół św. Michała Archanioła w Głomsku
Kościół Świętego Michała Archanioła w Głomsku – rzymskokatolicki kościół filialny należący do parafii św. Marii Magdaleny w Zakrzewie (dekanat Złotów I diecezji bydgoskiej).
jest to świątynia wzniesiona w stylu neoromańskim w 1857 roku. Kościół posiada wyposażenie wtórne, przemalowane wymagające interwencji konserwatorskiej. Ściany zewnętrzne i fundamenty świątyni zostały zbudowane z granitu łamanego. Opaski okien i drzwi, szczyt, wieża zostały wzniesione z cegły palonej pełnej o wątku krzyżowym. Wnętrze kościoła nakrywa drewniany strop z trzcinową podsufitką otynkowaną i półokrągłą fasetą. Więźba dachowa świątyni jest drewniana, wieszarowa z dwoma ramami stolcowymi. Dach został wykonany z blachy miedzianej. Okna kościoła są drewniane, krosnowe, zamknięte półkoliście. Wnętrze świątyni jest jednonawowe z węższym i niższym prezbiterium, które oddziela od nawy szeroka półkolista arkada.